# Тир (Випперфюрт)
Тир (нем. Thier) — отдельное поселение города Випперфюрт (район Обербергиш, административный округ Кёльн, земля Северный Рейн-Вестфалия, Германия).

## Положение и описание
Соседними поселениями являются Ае, Абштосс, Баумхоф, Нидерфлоссбах, Балльзифен и Кольгрубе.
Кюртенер Зюльц протекает северо-западнее поселения. На юге протекает Флосбах и затем впадает в Кюртенер Зюльц.
В 2013 году Тир был назван победителем с золотым призом в национальном федеральном конкурсе «У нашей деревни есть будущее».

## Административно подчинённые поселения
Абсхоф – Абштосс – Ае – Альфен – Балльзифен – Баумхоф – Бергесбиркен – Бергхаузен – Бюхель – Дрекке – Фюрден – Хайд – Хермесберг – Хоф – Холлинден – Йоргенсмюле – Клеспе – Кольгрубе – Лангензифен – Нойенхаус – Нидербеннинграт – Нидерфлосбах – Обербеннинграт – Оберфлосбах – Оммерборн – Раффельзифен – Унтертир – Вюстенхоф.

## История

### Первое упоминание
Место впервые упоминается в документе 1443 года «Доходы и права Кёльнского Апостольского монастыря». Написание первого упоминания было Tyre. В 1794 году жители Тира пытались переместить части приходов Линдлара, особенно усадьбы Буххольц, Родервизе и Обербюшем (которые сегодня принадлежат приходу Зюнг) в Тир, чтобы повысить Тир до статуса центрального церковного прихода. Однако это не удалось, потому что это «беспокойство и подстрекательство» было запрещено властью после жалобы пастора Линдлара.

### ЦерковьСвятой Анны

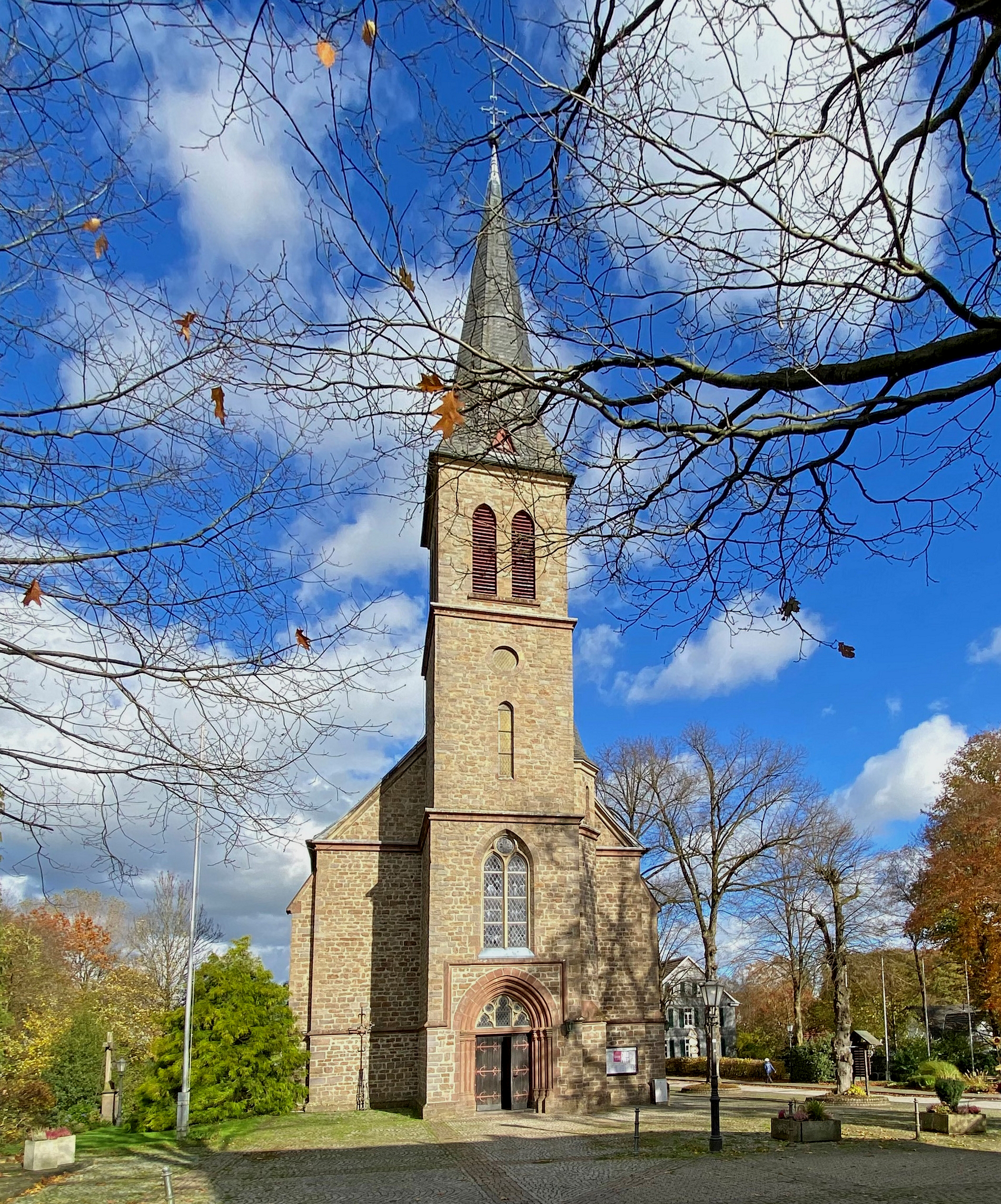
Церковь Св. Анны в Тире

В акте об основании от 1686 года «маленькой церкви Тира» она упоминается под названием «Святой домик» в долине в Унтертире. Из-за частых наводнений этот молитвенный домик  позже был перенесен на то место, которое сейчас известно как Капелленберг, и на котором в 1750 году была построена первая большая часовня. В ноябре 1892 года церковный совет решил построить новую католическую церковь в Тире и поручил дюссельдорфскому архитектору Вильгельму Зюльтенфуссу Вильгельму Зюльтенфуссу составить план здания. Первый камень был заложен и освящён 21 октября 1895 года, а через два года прихожане Тира смогли отслужить первую службу в новой церкве. Старая церковь была снесена в декабре 1898 г. В звонницу входят три колокола литейного завода Petit & Gebr.Edelbrock в Гешере. К северу от церкви находится старое кладбище, в основном с могилами XIX века. На привокзальной площади находится военный мемориал, воздвигнутый Йозефом Ивеном в 1951-52 гг.

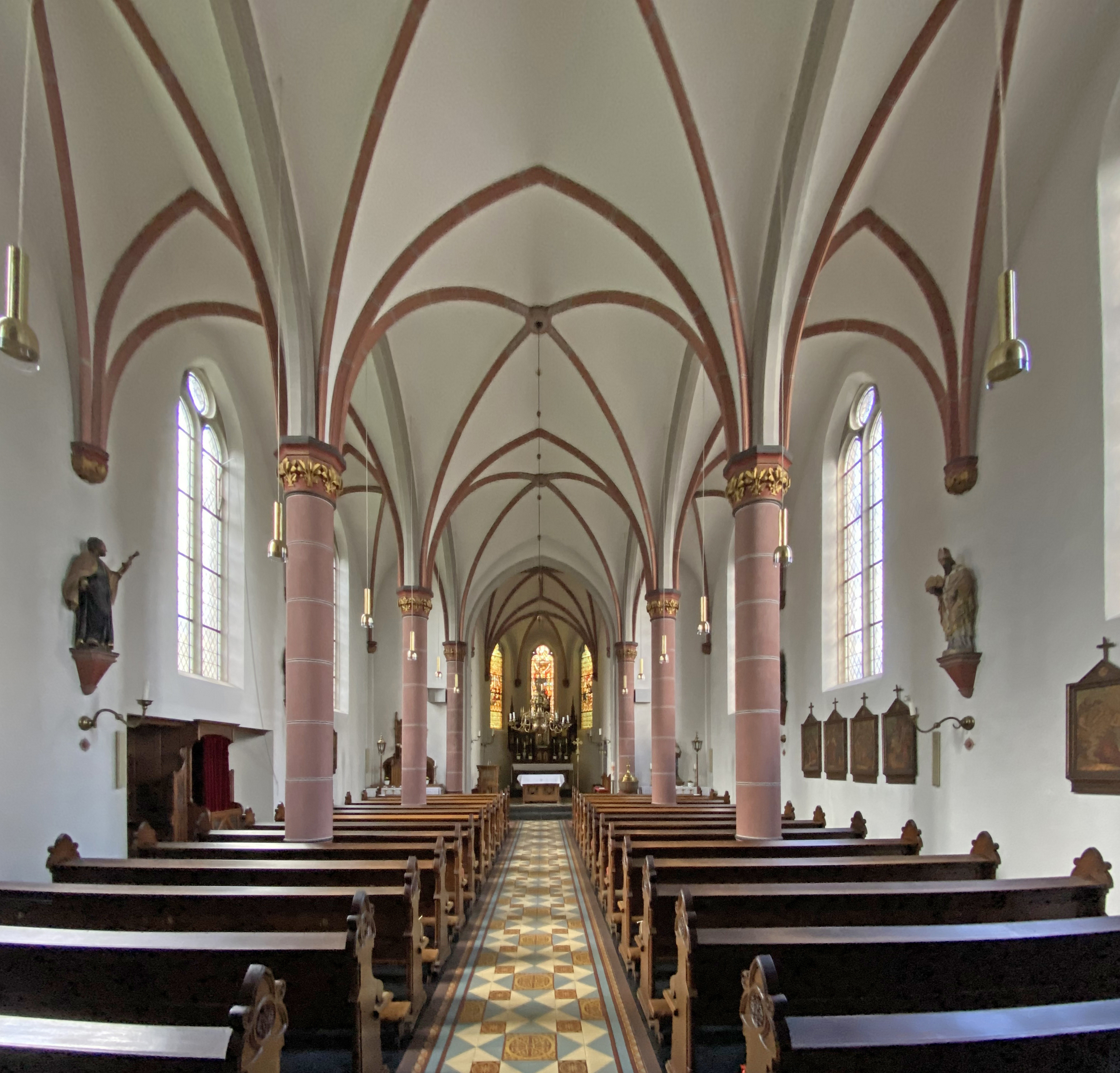
Церковь Св. Анны
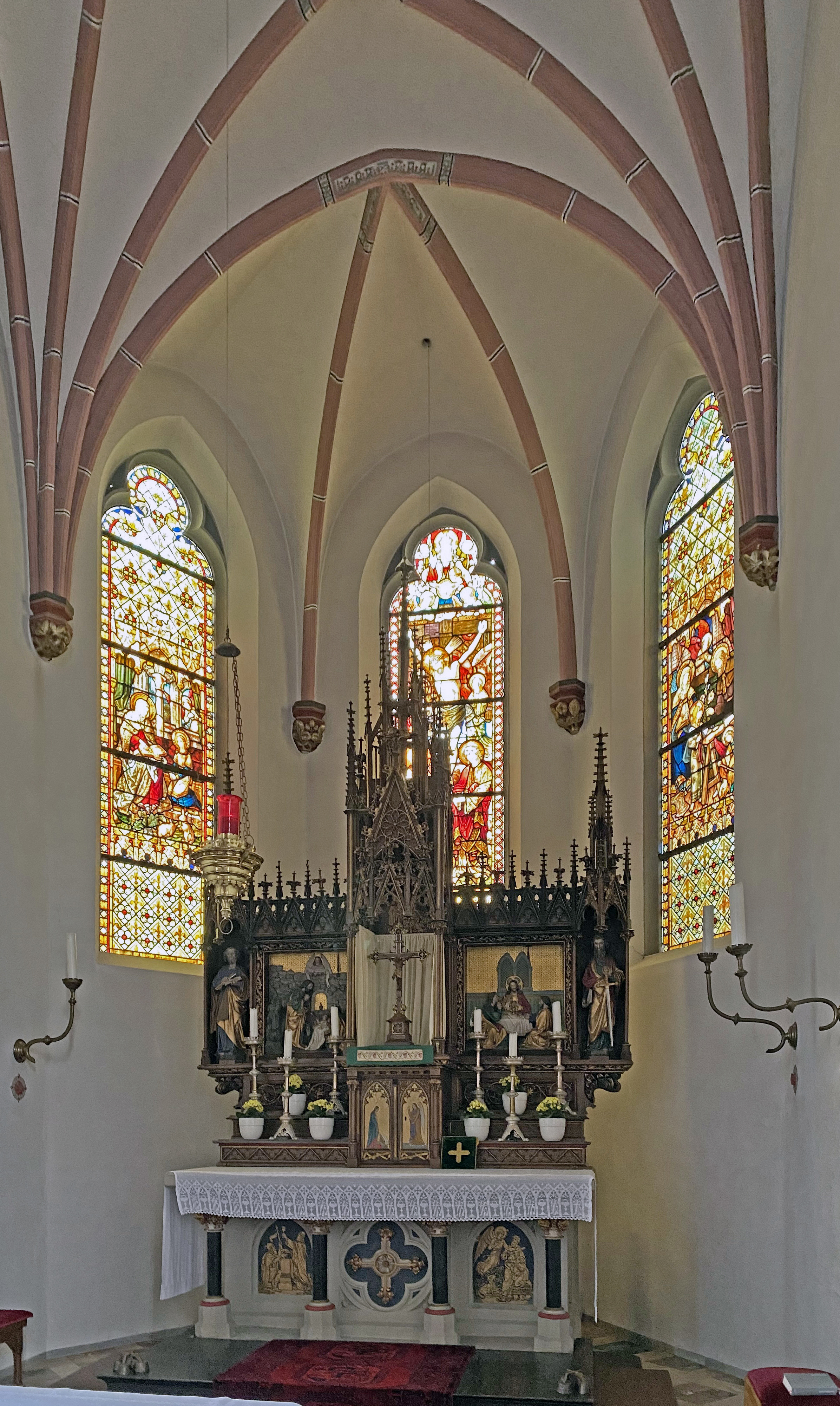
Престол церкви Св. Анны
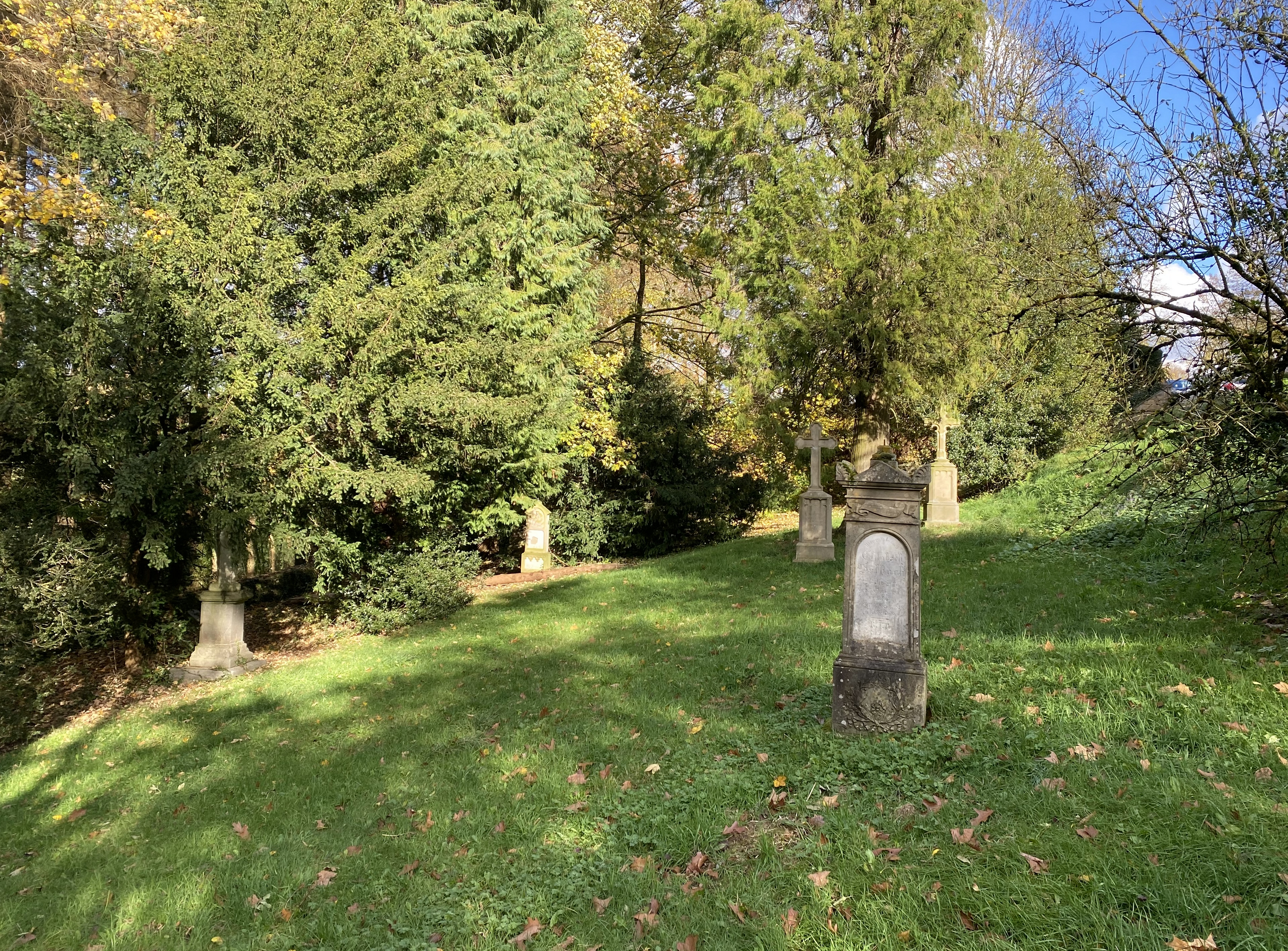
Старое кладбище у Св. Анны
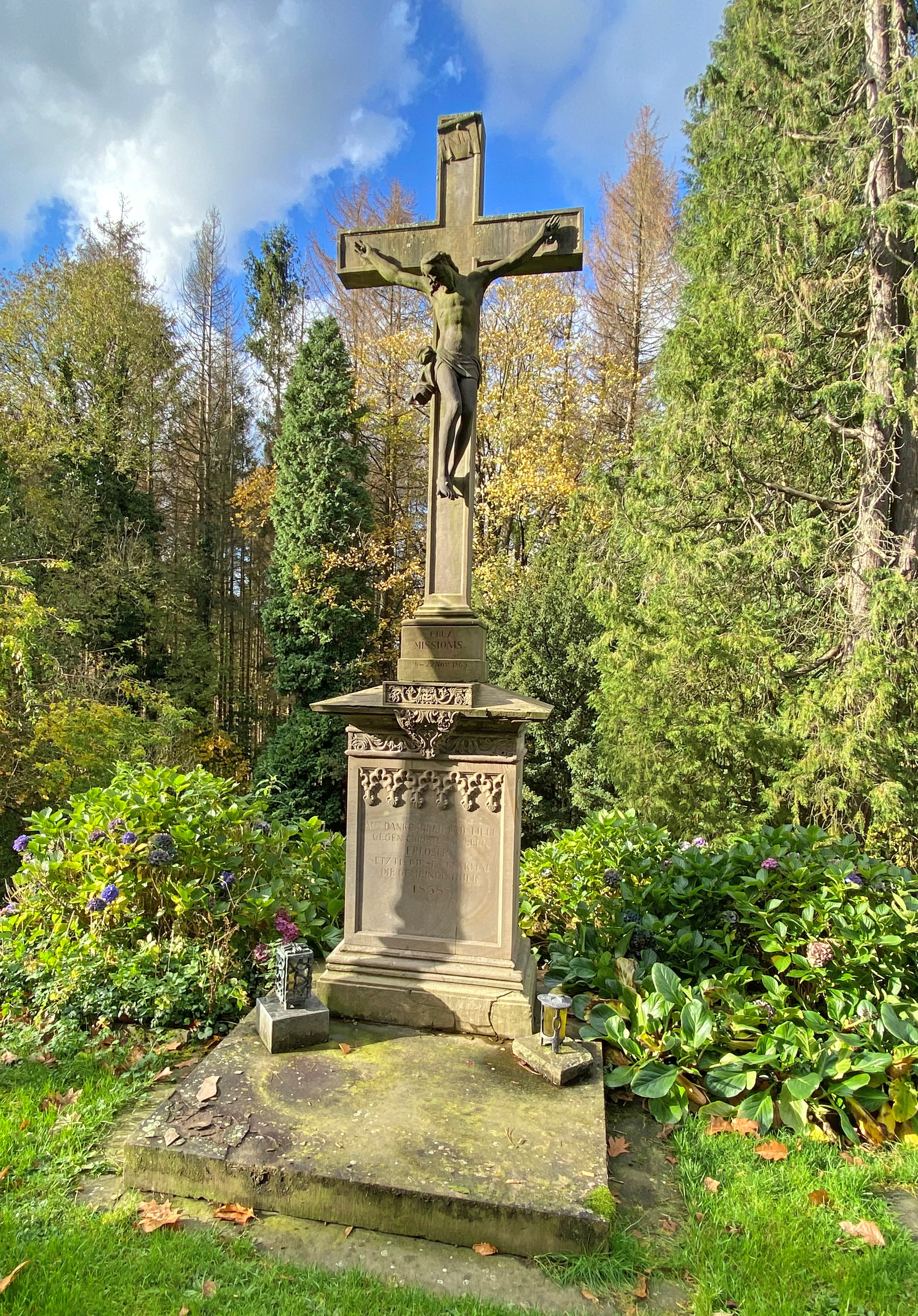
Старое кладбище у Св. Анны

## Возможностидосуга

### Клубы, общества, объединения
Для отдыха в Тире созданы разнообразные благоприятные условия:
- Спортивный клуб «Тир»[7] Основная специализация — футбол (команда играет в региональной лиге). Также  к деятельности клуба относятся занятия гимнастикой, танцами, йогой, теннисом.
- Духовой оркестр MV Thier 1900 e.V.[8]
- Церковный хор Святой Анны «Тир»[9]
- Гражданское объединение Thier e.V.[10]
- Общество стрелков Святого Севастиана Thier 1921 e.V.[11] (при церкви Св. Анны).

Большинство жителей Тира и его окрестностей так или иначе активно вносят свой вклад в поселковую жизнь. Духовой оркестр и церковный хор украшают своим музыкальным вкладом многие мероприятия в Тире и его окрестностях. Спортивный клуб предлагает множество видов спорта с футбольным полем и спортивным залом. Стрелки часто проводят соревнования в построенном своими руками тире с 6-ю воздушными и 3-мя малокалиберными стрельбищами.
Благодаря многочисленным мероприятиям в клубах, а также благодаря замечательному дизайну садов на Дорфштрассе, жители Тира смогли настолько вдохновить жюри «У нашей деревни есть будущее», что посёлок получил титул «Золотая деревня» на государственном уровне.

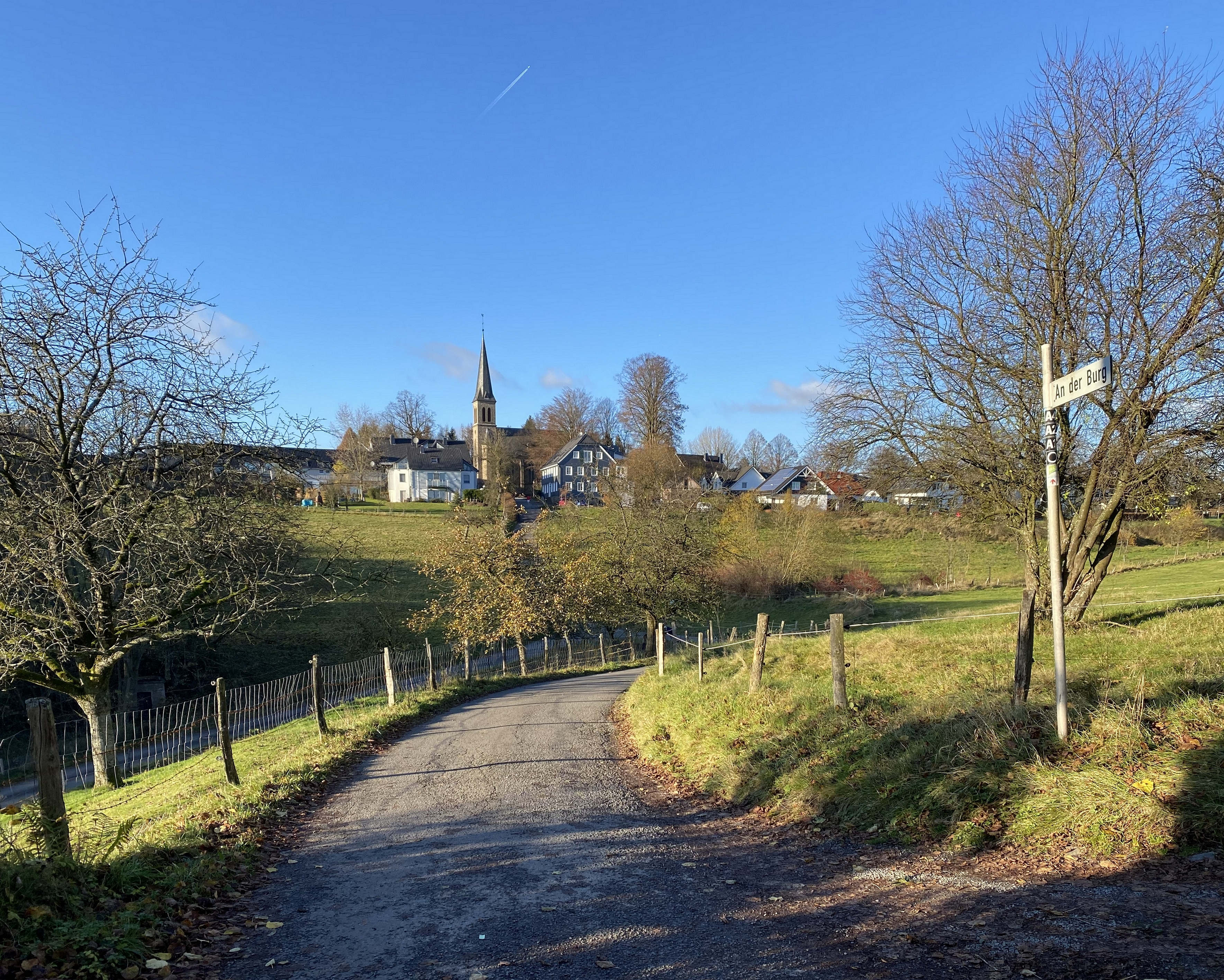
Дорога из Нидерфлосбаха в Тир
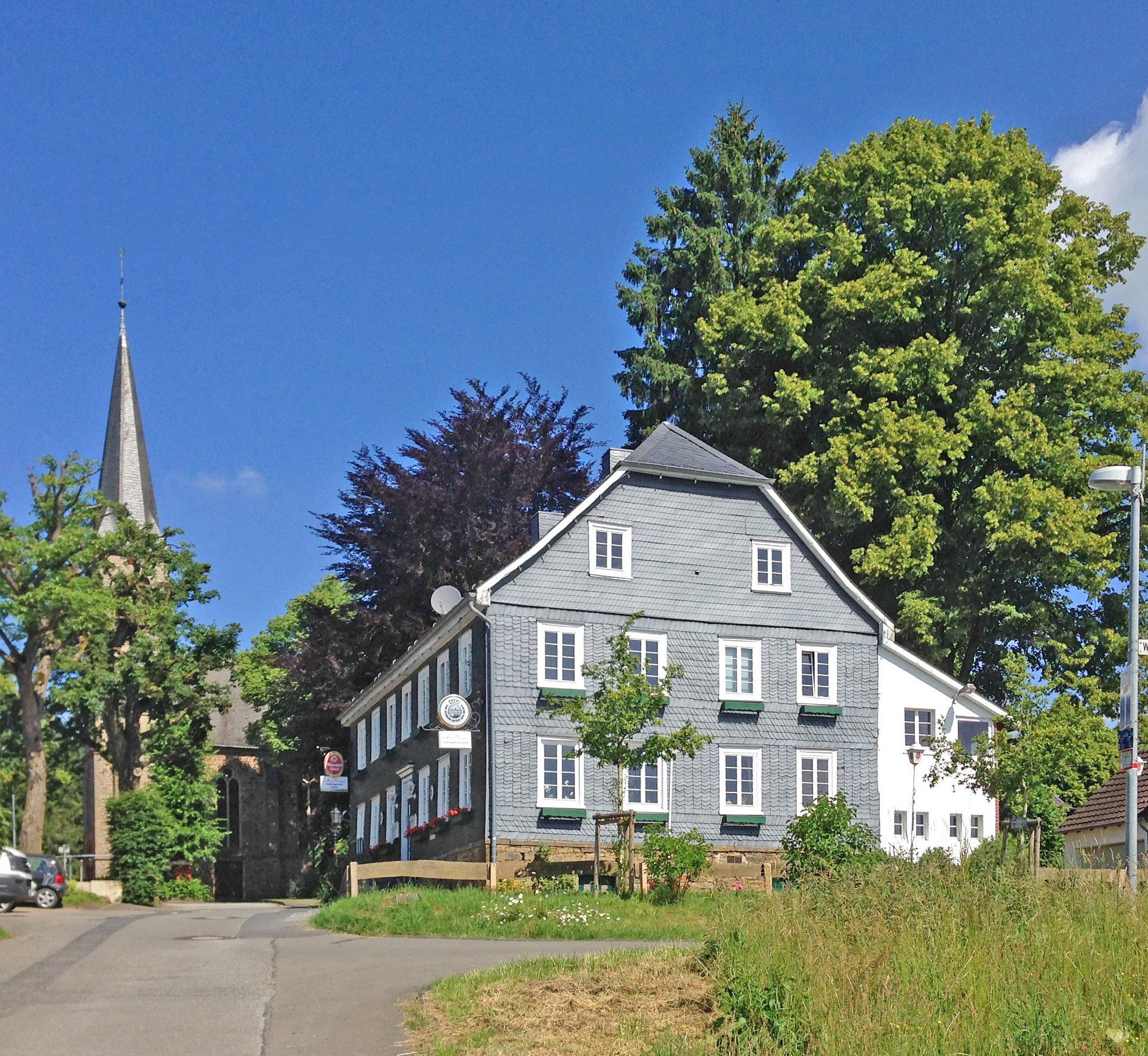
Хаус Бергер (1875)
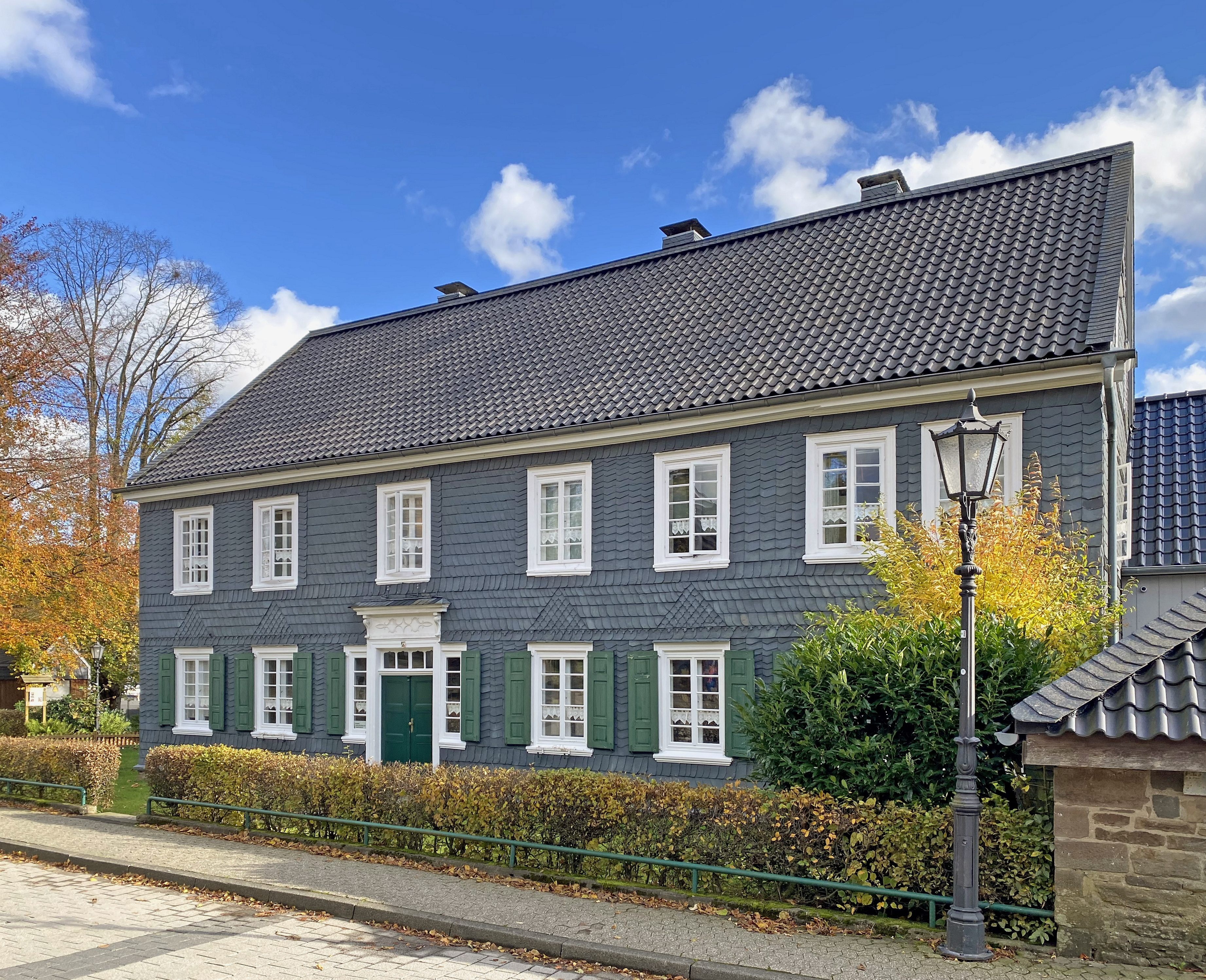
Усадьба Бергер (1875)
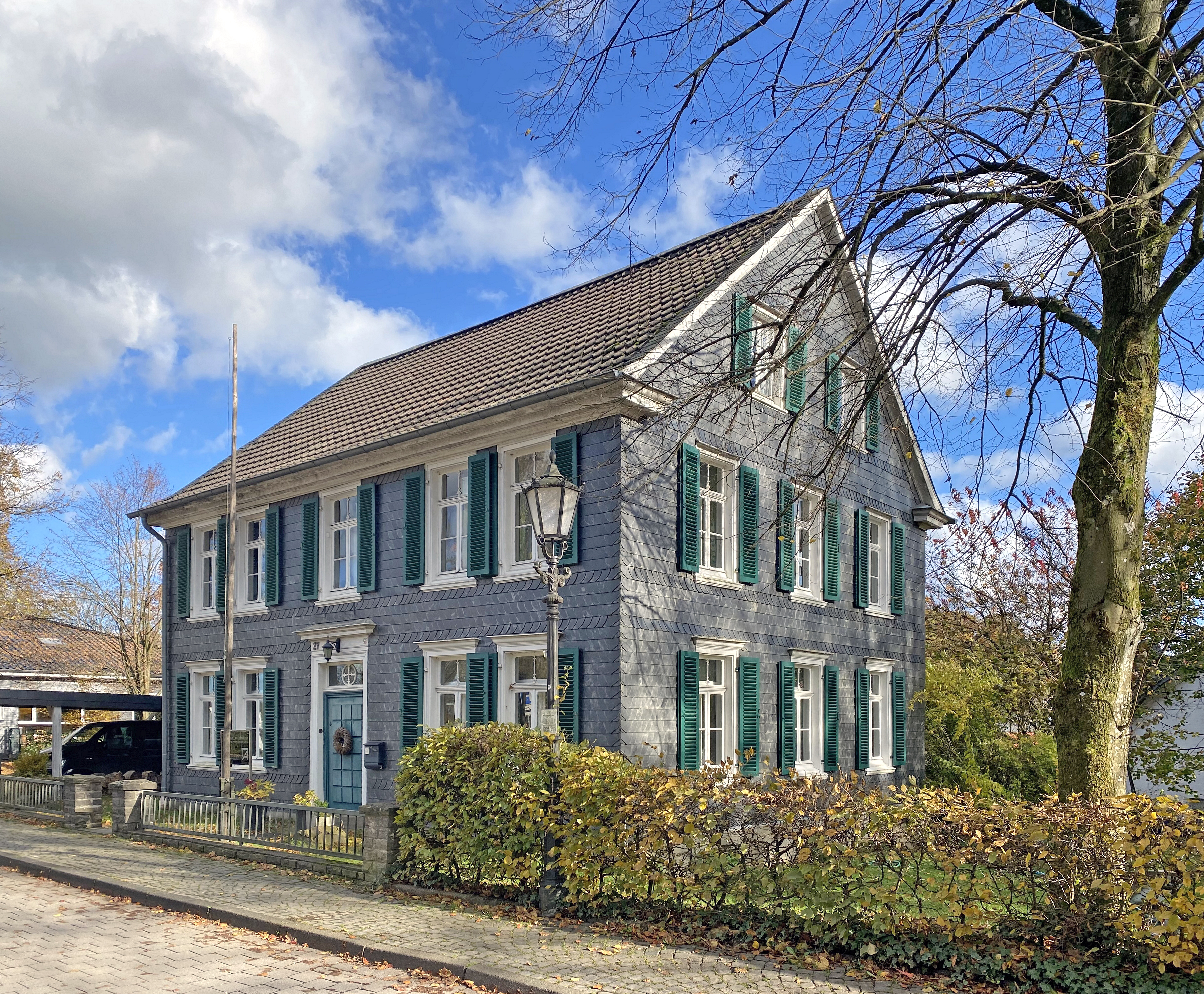
Бывший приходской дом (1782)
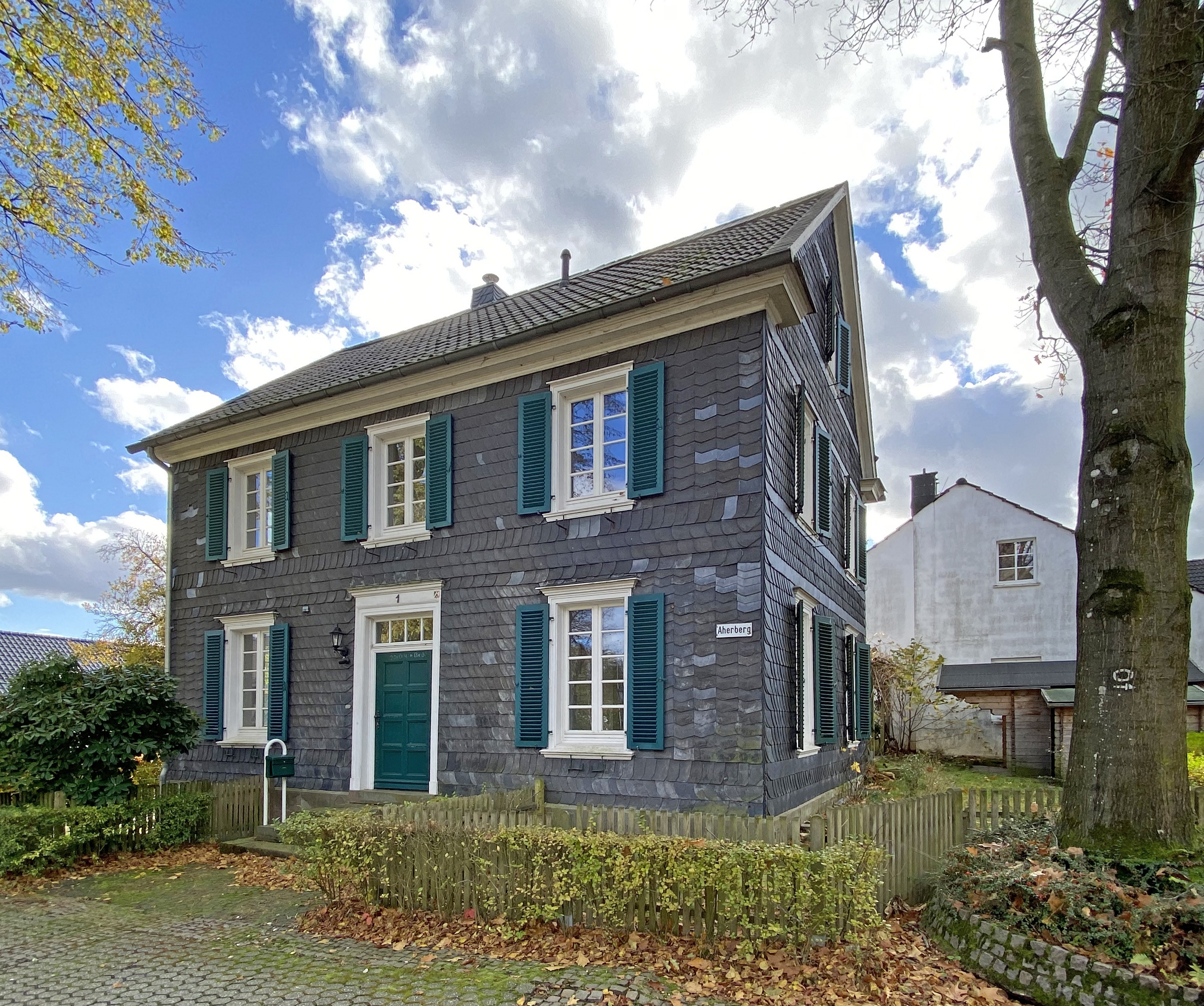
Старый викариат (1848) – дом капеллана
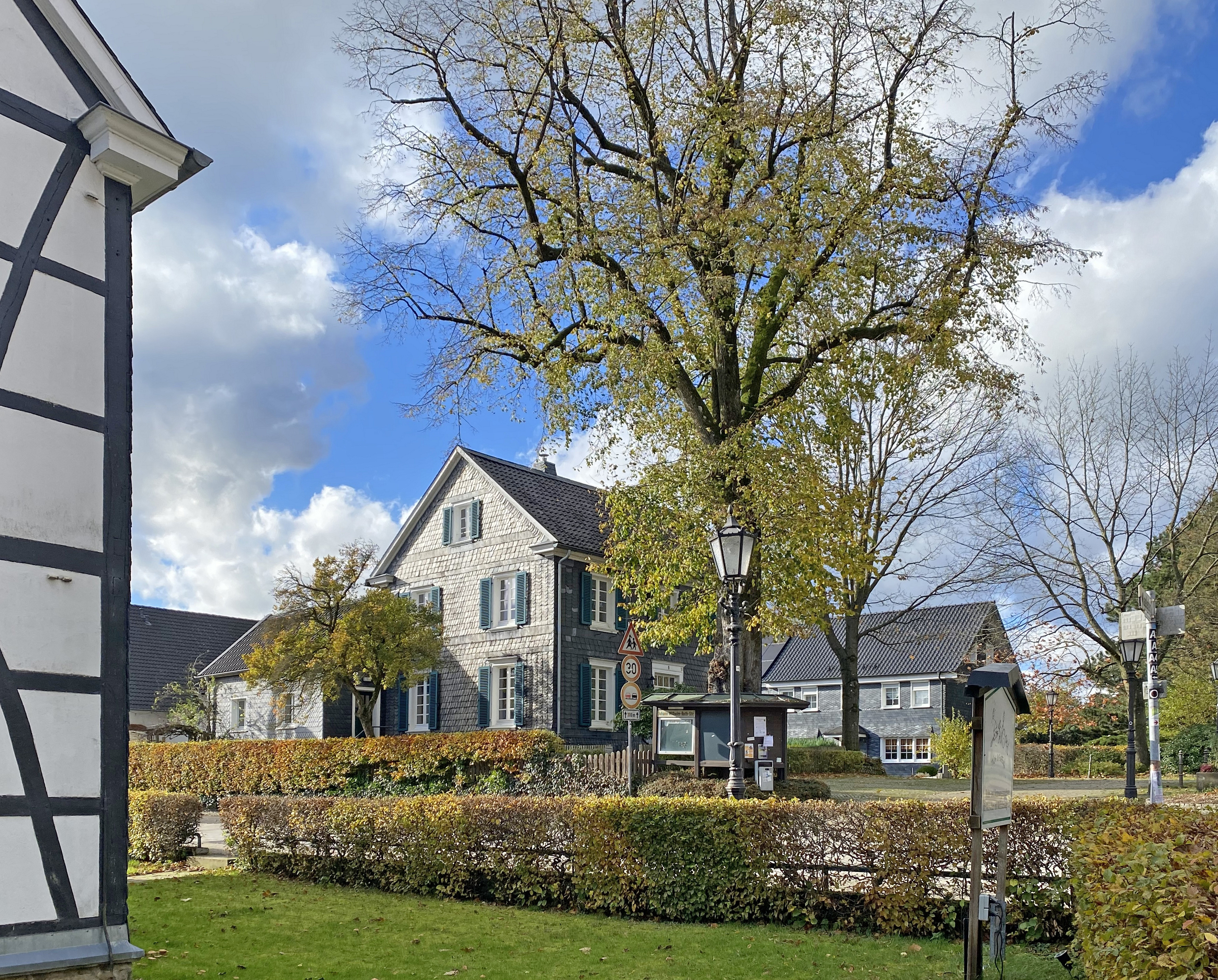
Старый викариат (1848)

## Автобусное сообщение
Тир связан с Випперфюртом, а также с Бергиш-Гладбахом и Кюртеном автобусной линией 426, по которой автобусы ходит каждый час. Кроме того, линия 406 курсирует по вторникам и пятницам в учебные дни от школьного центра Кюртен через Тир до Нидергауля.